# Grand et Petit Koutchougouri
Les Grand et Petit Koutchougouri, en ukrainien : Великі і Малі Кучугури, est une réserve ornithologique en Ukraine. Elle se trouve incluse dans le réservoir de Kakhovka. C'est un site Ramsar et WDPA créé le 24 décembre 2013 et couvrant 77,40 kilomètres carrés. Elle est aussi au registre national des monuments immeubles d'Ukraine.

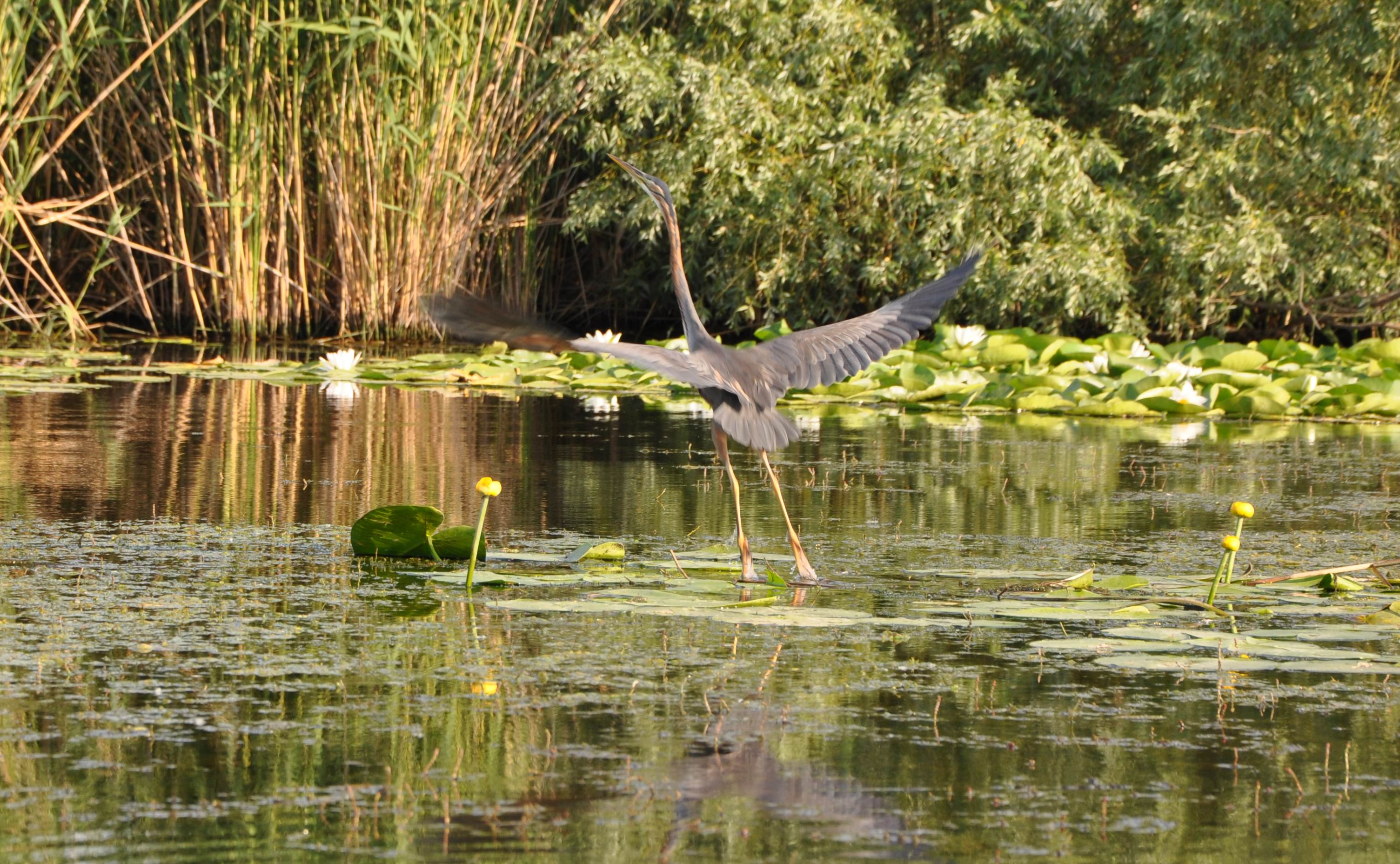
Exemple de faune et de flore.